# Lijst van cameramerken
Op deze pagina treft u een overzicht van de verschillende merken foto- en videocamera's aan.

## Merken fotocamera's
- Agfa (Duitsland)
- Agilux
- Aigo (China)
- Alpa
- ARCA-Swiss
- Argus
- Arri
- Autographer
- Balda
- BenQ (Taiwan)
- Bolex
- Braun
- Bronica
- Burke & James
- Cambo
- Canon (Japan)
- Casio
- Chinon
- Cobra Digital
- Contax
- Corfield
- Coronet
- Cosina
- Diana
- Ebony
- Ernemann
- Exakta
- FED
- Folmer & Schwing
- Fujica
- Fujifilm
- GoPro
- Graflex
- Hasselblad (Zweden)
- Hewlett-Packard (Verenigde Staten)
- Holga
- Horseman
- Ilford
- Imaging Solutions Group (ISG)
- Kodak (Verenigde Staten)
- Konica
- Minolta
- Leica
- Linhof
- Lomo
- Mamiya
- Medion
- MPP
- Minox
- Miranda Camera Company (Japan)
- Mustek Systems
- Newman & Guardia
- Nikon
- Olympus
- Osaka
- Panasonic
- Pentax (Japan)
- Petri
- Polaroid
- Praktica
- Reid
- Rekam (Canada)
- Ricoh
- Rollei (Duitsland)
- Samsung
- Sigma
- Sony
- Technicolor, voorheen Thomson (Frankrijk)
- Thornton-Pickard
- Vivitar
- Voigtländer
- Wisner
- Wray
- Yashica (Hong Kong)
- Zeiss
- Zenit

## Merken film- en videocamera's
De volgende merken film- en videocamera's zijn bekend:
- Arri
- Canon
- Eumig
- GoPro
- Ikegami
- JVC
- Panasonic
- Panavision
- Samsung
- Silicon Imaging
- Sony
- Technicolor, voorheen Thomson (Frankrijk)
- Vision Research
- Weisscam
- Red Digital Cinema Camera Company